# 威嚇する白鳥
『威嚇する白鳥』 （いかくするはくちょう、蘭: De bedreigde zwaan、英: The Threatened Swan）は、17世紀オランダ絵画黄金時代の画家ヤン・アセリンが1650年頃、キャンバス上に油彩で制作したコブハクチョウの絵画である。作品は、1800年にオランダのアムステルダム国立美術館に購入され、現在美術館の「栄誉の間」(Gallery of Honour) に展示されている。

## 来歴
1790年代に、絵画は、ヤン・ヒルデメーステル のコレクションにあり、彼の1800年の財産競売の目録 (画家のアルファベット順に列挙されていた) に含まれていた。 しかし、作品は、アドリアーン・デ・レリー の1794年の『ヤン・ヒルデメーステル・ヤンスゾーンの画廊』の絵画には含まれていなかった。上記の目録には、『大首長デ・ウィットの寓意』(allegory of Raadpensionaris de Witt) と記述されている。絵画は、画商のコルネリス・セビーレ・ロース により、アレクサンデル・ホーヘル のためにハーグの国立コンスト・ギャラリー (Nationale Konst-Gallery) のために100ギルダーで購入された。 作品は、コンスト・ギャラリーの最初の購入品として記録されている。

## 作品
作品は、縦144センチ (57インチ) 、横171センチ (67インチ) である。主題は、画面左下の泳いで近づいてくる犬から必死で自分の巣を守っている実物大の白鳥 (Cygnus olor) である。白鳥の必死の姿をアセリンは、丸く膨らんだ羽根と低く取った視点で強調している。画面右下に、モノグラムで「A」と署名されている。
購入された1800年までには、絵画は、敵から国を守る大首長 (ネーデルラント連邦共和国の主要な州であったホラントの最高責任者) 、ヨハン・デ・ウィットの政治的寓意であると解釈されていた。 画面には以下の3つの銘記が記されている。すなわち、「de raad-pensionaris」 (大首長) が白鳥の脚の間に、「de viand van de staat」 (国家の敵) が左側にいる犬の頭上に、そして、「Holland」(ホラント) が右側の卵の上に記されている。「敵」は、ウィットが戦った英国である。
現在の推測では、画面の銘記は1750年代の歴史家による「小冊子戦争」中に加えられたというものである。画家のアセリン自身が画面の語を書いたものと思われていたが、歴史的状況でそれは疑問視されるにいたった。「ウィット戦争」としても知られる「小冊子戦争」 は、1672年の政治家であったヨハン・デ・ウィットとその兄弟の処刑のころに起きたからである。アセリンは1652年に亡くなっている。作品の持ち主が白鳥の姿に、ヨハン・デ・ウィットを見たのである。
なお、最近の推測によれば、白鳥はレダと白鳥のゼウスを表している。